# Sally Le Page
Sally Le Page er en britisk evolutionsbiolog og videnskabsformidler. Hun er bedst kendt for at lave videoer med videnskabsindhold på YouTube, både på hendes egen kanal og i samarbejde med andre som bl.a. General Electric og Rooster Teeth.
Hun gik på King's High i Warwick. Hun begyndte at studere biologi på University of Oxford 2010 og blev bachelor i 2013. Hun afsluttede sin Ph.d. fra University of Oxford om seksuel udvælgelse i 2019.
I 2013 vandt Le Page The Guardian og Oxford University Press Very Short Film-konkurrence. Hun var videnskabskorrespondent på Rooster Teeth. Hun vandt Science slam i Oxford i 2013.